# 1991-es UEFA-kupa-döntő
Az 1991-es UEFA-kupa-döntő két mérkőzését 1991. május 8-án és május 22-én rendezték két olasz csapat a Internazionale és a Roma között. A kupát összesítésben 2–1-re az Internazionale csapata nyerte el.
Az 1990-es UEFA-kupa-döntő sorozatban másodjára fordult elő, hogy két olasz csapat találkozott egymással.

## Részletek

### Első mérkőzés
| 1991. május 8. |

| Internazionale                    | 2–0         | Roma |
| --------------------------------- | ----------- | ---- |
| Matthäus 55' (11-esből) Berti 67' | Jegyzőkönyv |      |

| San Siro, Milánó Nézőszám: 68 887 Játékvezető: Alekszej Nyikolajevics Szpirin |

| Csapatszínek | Csapatszínek | Csapatszínek |
| Csapatszínek |              |              |
| Csapatszínek |              |              |
|              |              |              |
| Inter        |              |              |

| Csapatszínek | Csapatszínek | Csapatszínek |
| Csapatszínek |              |              |
| Csapatszínek |              |              |
|              |              |              |
| Roma         |              |              |

| INTER:              |    |                      |
|                     |    |                      |
| GK                  | 1  | Walter Zenga         |
| DF                  | 2  | Giuseppe Bergomi     |
| DF                  | 3  | Andreas Brehme       |
| DF                  | 4  | Sergio Battistini    |
| DF                  | 5  | Riccardo Ferri       |
| MF                  | 6  | Antonio Paganin 65'  |
| MF                  | 7  | Alessandro Bianchi   |
| MF                  | 8  | Nicola Berti         |
| FW                  | 9  | Jürgen Klinsmann     |
| MF                  | 10 | Lothar Matthäus      |
| FW                  | 11 | Aldo Serena 90'      |
| Cserék:             |    |                      |
| GK                  | 12 | Astutillo Malgioglio |
| DF                  | 13 | Andrea Mandorlini    |
| DF                  | 14 | Giuseppe Baresi 65'  |
| MF                  | 15 | Paolo Stringara      |
| FW                  | 16 | Fausto Pizzi 90'     |
| Vezetőedző:         |    |                      |
| Giovanni Trapattoni |    |                      |

| ROMA:           |    |                     |
|                 |    |                     |
| GK              | 1  | Giovanni Cervone    |
| DF              | 2  | Antonio Tempestilli |
| DF              | 3  | Sebastiano Nela     |
| DF              | 4  | Thomas Berthold     |
| DF              | 5  | Aldair 72'          |
| MF              | 6  | Antonio Comi 75'    |
| MF              | 7  | Manuel Gerolin      |
| MF              | 8  | Fabrizio Di Mauro   |
| FW              | 9  | Rudi Völler         |
| MF              | 10 | Giuseppe Giannini   |
| FW              | 11 | Ruggiero Rizzitelli |
| Cserék:         |    |                     |
| GK              | 12 | Giuseppe Zinetti    |
| DF              | 13 | Amedeo Carboni 72'  |
| DF              | 14 | Stefano Pellegrini  |
| MF              | 15 | Fausto Salsano      |
| DF              | 16 | Roberto Muzzi 75'   |
| Vezetőedző:     |    |                     |
| Ottavio Bianchi |    |                     |

### Második mérkőzés
| 1991. május 22. |

| Roma           | 1–0         | Internazionale |
| -------------- | ----------- | -------------- |
| Rizzitelli 81' | Jegyzőkönyv |                |

| Olimpiai Stadion, Róma Nézőszám: 70 901 Játékvezető: Joël Quiniou |

| Csapatszínek | Csapatszínek | Csapatszínek |
| Csapatszínek |              |              |
| Csapatszínek |              |              |
|              |              |              |
| Roma         |              |              |

| Csapatszínek | Csapatszínek | Csapatszínek |
| Csapatszínek |              |              |
| Csapatszínek |              |              |
|              |              |              |
| Inter        |              |              |

| ROMA:           |    |                      |
|                 |    |                      |
| GK              | 1  | Giovanni Cervone     |
| DF              | 2  | Antonio Tempestilli  |
| DF              | 3  | Thomas Berthold      |
| DF              | 4  | Manuel Gerolin       |
| DF              | 5  | Aldair               |
| MF              | 6  | Sebastiano Nela      |
| MF              | 7  | Stefano Desideri 69' |
| MF              | 8  | Fabrizio Di Mauro    |
| FW              | 9  | Rudi Völler          |
| MF              | 10 | Giuseppe Giannini    |
| FW              | 11 | Ruggiero Rizzitelli  |
| Cserék:         |    |                      |
| GK              | 12 | Giuseppe Zinetti     |
| DF              | 13 | Stefano Pellegrini   |
| DF              | 14 | Giovanni Piacentini  |
| MF              | 15 | Fausto Salsano 57'   |
| DF              | 16 | Roberto Muzzi 69'    |
| Vezetőedző:     |    |                      |
| Ottavio Bianchi |    |                      |

| INTER:              |    |                          |
|                     |    |                          |
| GK                  | 1  | Walter Zenga             |
| DF                  | 2  | Giuseppe Bergomi         |
| DF                  | 3  | Andreas Brehme           |
| DF                  | 4  | Sergio Battistini        |
| DF                  | 5  | Riccardo Ferri           |
| MF                  | 6  | Antonio Paganin          |
| MF                  | 7  | Alessandro Bianchi       |
| MF                  | 8  | Nicola Berti             |
| FW                  | 9  | Jürgen Klinsmann         |
| MF                  | 10 | Lothar Matthäus          |
| FW                  | 11 | Fausto Pizzi 67'         |
| Cserék:             |    |                          |
| GK                  | 12 | Astutillo Malgioglio     |
| DF                  | 13 | Massimiliano Tacchinardi |
| DF                  | 14 | Andrea Mandorlini 67'    |
| MF                  | 15 | Paolo Stringara          |
| FW                  | 16 | Maurizio Iorio           |
| Vezetőedző:         |    |                          |
| Giovanni Trapattoni |    |                          |

## Lásd még
- 1990–1991-es UEFA-kupa